# Hubbell (Míchigan)
Hubbell es un lugar designado por el censo ubicado en el condado de Houghton en el estado estadounidense de Míchigan. En el Censo de 2010 tenía una población de 946 habitantes y una densidad poblacional de 194,49 personas por km².

## Geografía
Hubbell se encuentra ubicado en las coordenadas 47°10′47″N 88°26′13″O / 47.17972, -88.43694. Según la Oficina del Censo de los Estados Unidos, Hubbell tiene una superficie total de 4.86 km², de la cual 4.84 km² corresponden a tierra firme y (0.59%) 0.03 km² es agua.

## Demografía
Según el censo de 2010, había 946 personas residiendo en Hubbell. La densidad de población era de 194,49 hab./km². De los 946 habitantes, Hubbell estaba compuesto por el 98.2% blancos, el 0% eran afroamericanos, el 0.21% eran amerindios, el 1.06% eran asiáticos, el 0% eran isleños del Pacífico, el 0% eran de otras razas y el 0.53% pertenecían a dos o más razas. Del total de la población el 0.63% eran hispanos o latinos de cualquier raza.